# 제17회 광화문국제단편영화제
제17회 광화문국제단편영화제는 2019년 10월 31일에 열린 시상식이다.

## 수상 및 후보

### 국제경쟁 대상
- 아몬드 나무 사이 - 마리 르 플록 수상

### 국제경쟁 심사위원 특별상
- 선택의 기로 - 매즈 코달 수상

### 국제경쟁 아시프 락(樂)상
- 송 스패로우 - 파자네 오미드바르냐 수상

### 국내경쟁 대상
- 기대주 - 김선경 수상

### 국내경쟁 심사위원 특별상
- 노량대첩 - 김소현 수상

### 국내경쟁 씨네큐브상
- 조안 - 김지산 외 1명 수상

### 뉴필름메이커부문 KAFA상
- 화분 - 이지우 수상

### 아시프 관객심사단상
- 노량대첩 - 김소현 수상

### 단편의 얼굴상
- K대_OO닮음_93년생.avi - 신지우 수상

### 아시프 펀드상
- 인흥리 37-1 - 김지혜 수상

### 국제경쟁부문
- 피부 - 기 나티브
- 아이 블리드 - 티아고 미나미사와 외 2명
- 버뮤다 - 에릭 바롤린
- 형제애 - 왕 차이 쥔
- 스와티드 - 이스마엘 조프로이 샹두티
- 내 안에 - 마리아 비더
- 비스트로 - 낭프레 라가바르당
- 분산 - 바실리 뷔유맹
- 나의 수호 천사들 - 베르나베 리코
- 그랑드 부케 - 나오 요시가이
- 대지 - 줄리아 쿠쉬내렌코
- 당신은 누군가요? - 줄리오 포
- 소원 - 아구스티나 클라라몬테
- 화물 - 아비라시 찬드라
- 128,000 - 온드레이 어반
- 프로방스 - 카토 드 부크
- 소돔과 고모라 - 커티스 에셀
- 아담의 스커트 - 클레멘트 트레힌-랄란느
- 표 값 - 마리아마 발드
- 페이버릿 - 마틴 몽크
- 선택의 기로 - 매즈 코달
- 마더 인 로 - 신승은
- 방과 후 - 자밀레 반 비즌가르덴
- 생쥐, 작은 이야기 - 쟈드 바이아쥴 외 6명
- 아몬드 나무 사이 - 마리 르 플록
- 짧은 종아리 근육 - 빅토리아 발머담
- 카밀리아 부인 - 에두어드 몽투
- 아무도 없는 - 이상환
- 터닝 텐 - 제일란 아우프
- 개 같은 인생 - 줄스 캐린
- 안나 - 데켈 베렌슨
- 우리와 하늘 사이의 거리 - 바실리스 케카토
- 폴트 라인 - 소헤이 아미르샤리피
- 아담 - 쇼키 린
- 기적을 기다리며 - 알요나 수르지코바
- 자물쇠 - 페드로 델 리오
- 아민 - 노하 추크랄라
- 축복받은 땅 - 팜 응옥 란
- 혼혈 - 래티티아 미클레스 외 1명
- 그 밤의 메아리 - 빅토리아 슐츠
- 해변으로 가는 마지막 여행 - 아디 포이쿠
- 스토리 - 조라 반코우스카
- 모래 - 김경래
- 나의 행성 - 발레리 카노이
- 핫도그 - 알마 부데케 외 1명
- 단역 - 얀 베나
- 끈 - 올렉상더 부노브
- 인 케이스 오브 파이어 - 토마스 폴라 마르케스
- 러스트 - 다니엘 드럼몬드
- 라즈베리 맛 - 다비드 노블렛
- 렌탈 밴의 세 가지 이야기 - 루이스 어테이
- 미스 샤젤 - 토마스 버네이
- 송 스패로우 - 파자네 오미드바르냐

### 국내경쟁부문
- 노량대첩 - 김소현
- 주근깨 - 김지희
- 탈날 탈(頉) - 서보형
- 움직임의 사전 - 정다희
- K대_OO닮음_93년생.avi - 정혜원
- 기대주 - 김선경
- 산후 - 김홍
- 별들은 속삭인다 - 여선화
- 령희 - 연제광
- 푸른방에 찾아온 자객 - 최병권
- 창진이 마음 - 궁유정
- 감자 - 김정민
- 조안 - 김지산 외 1명
- 왜냐하면 오늘 사랑니를 뽑았잖아요 - 루돌프 한
- 하루가 지나면 - 송민주

### 뉴필름메이커
- 분실 - 구양욱
- 구례 베이커리 - 김동찬
- 빛 - 김혜진
- 지어낸 이야기 - 성스러운
- 장롱 안 호랑이 - 오한울

### 특별프로그램
- 화분 - 이지우
- 약탈자들 - 그렉 롬
- 고마운 사람 - 장진
- 복스 리포마 - 얀 망누손
- 10월이 지나가다 - 카렌 애커만 외 1명
- 2001 스팍스 인 더 다크 - 페드로 곤잘레스 베르무데스
- 난장판 - 로렌자 인도비나
- 진혼곡 - 발렌티나 카르넬루티
- 오리존티 오리존티! - 안나 마르치아노
- 새로 온 이웃 - 안드레아 만니노 외2명
- 매직 알프스 - 안드레아 브루사 외 1명
- 벨리시마 - 알레산드로 캐피타니
- 굿 뉴스 - 지오바니 푸무
- 플로팅 바디스 - 라파엘 파리나 이싸스
- 아쿠아리움 - 로렌조 푼토니
- 도즈 배드 띵스 - 로리스 주세페 네세
- 인 더 베어 - 릴리안 사사넬리
- 유세프 - 모하메드 호사멜딘
- 워털루 - 프란체스코 셀비
- 스테거링 걸 - 루카 구아다니노
- 거장 베르나르도 베르톨루치-끝나지 않은 영화 여행 - 마리오 세스티
- 더미 - 김태용
- 1호 가족 - 김현승
- 노르웨이 맨 - 최은솔
- 드라마 프리 - 닉 덴보어
- 슐트 - 디트리히 브뤼그만
- 아이 엠 트위스크 - 레드 웡 외 1명
- 서브디비젼 - 마커스 피들러
- 엘비스: 스트렁 아웃 - 마크 올리버
- 스테이 세인 - 모티스 스튜디오
- 갓 투 킵 온 - 미셸 공드리 외 1명
- 푸 드 샤그랑/블루 드 뉘 - 발로지
- 아이 뎃츠 미 - 브레인 트윈스
- 토이 - 살로몬 라이텔름
- 디스플린 - 에이드리언 라쥐에 외 1명
- 오토랑귀 - 오스카 허드슨
- 라익 슈거 - 킴 게릭
- 왓 어 원더풀 월드 - 티모 쉬어혼 외 1명
- 나의 어린 양 - 미사토 토모키
- 이불 - 히로호 미에노
- 수염과 비옷 - 키미 야와타
- 봄 - 아유미 오모리
- 그림 그리는 일본 소년 - 마사나오 카와지리
- 나기사 - 고리